# Саад ел Шамари
Саад ел Шамари (6. август 1980) је професионални катарски фудбалер. Капитен је националне репрезентације Катара и Ел Гафаре. Игра на позицији штопера.

## Клупска каријера
Тренутно игра за Ел Гафару од 2004. године. Пре тога је играо за Esbjerg fB.

## Репрезентација
За репрезентацију Катара је дебитовао 2000. године. Био је члан репрезентације Катара која је освојила Гулф куп 2004. године.

## Награде
Клупске
- Катарска лига 2004/05, 2007/08, 2008/09
- Куп Катара 2009
- Куп принца Катара 2000
- Шеиков куп 2005, 2007

Репрезентација
- Гулф куп 2004.